# Bradesco Financiamentos
Bradesco Financiamentos, antigamente denominado Banco Finasa, é um banco brasileiro especializado em financiamentos, uma empresa do Bradesco.
Fundado em 1938 e controlado pela família Bueno Vidigal, fez parte do conglomerado financeiro do Banco Mercantil de São Paulo e foi comprado pelo Bradesco por R$ 1,36 bilhões. 
Também passaram a ser administradas pelo Banco Bradesco as empresas controladas pelo Finasa, no Brasil e exterior, que inclui a Finasa Seguradora e Finasa Crédito, Financiamento e Investimento. O valor da transação ficou em R$ 1,3 bilhão, o que correspondeu a 82% das ações — os 18% restantes permaneceram com acionistas minoritário.
Sua sede é em Barueri, São Paulo.